# Alevik
Alevik – typ osiedla w Estonii, większy od wsi (küla), ale mniejszy od alevu. Definiowany jako osiedle o gęstej zabudowie powyżej 300 mieszkańców.

## Lista alevików
A B C D E F G H I J K L M N O P Q R S Š Z Ž T U V W X Y Õ Ä Ö Ü

### A
Adavere -
Aespa -
Ahja - 
Alatskivi -
Alu -
Ambla -
Aravete -
Ardu -
Are -
Aruküla -
Aseri -
Assaku -
Aste -
Audru -
Avinurme

### E
Eidapere -
Erra

### H
Haabneeme -
Habaja -
Hageri -
Hagudi -
Haljala -
Halliste -
Harku -
Helme -
Hulja -
Hummuli -
Häädemeeste

### I
Iisaku -
Ilmatsalu

### J
Juuru - 
Jõgeva -
Jüri

### K
Kadrina -
Kaerepere -
Kaiu -
Kamari -
Kambja -
Kanepi -
Kangru -
Karjaküla - 
Kasepää -
Keava -
Kehtna -
Keila-Joa - 
Kihelkonna -
Kiisa -
Kiiu -
Kiltsi -
Klooga -
Kobela -
Koeru -
Kolga - 
Kolga-Jaani -
Kolkja -
Kose -
Kose (Võru vald) -
Kose-Uuemõisa -
Kostivere - 
Kudjape - 
Kureküla -
Kuremaa -
Kuusalu -
Kuusiku -
Kõpu -
Kõrgessaare -
Kõrveküla -
Käina -
Käravete -
Kärla -
Käru -
Käärdi

### L
Laagri -
Laatre -
Laekvere -
Lagedi -
Laiuse -
Lehtse -
Leisi -
Lelle -
Lepna -
Lohusuu -
Loo -
Luige - 
Luunja -
Lähte -
Lüganuse

### M
Mehikoorma -
Misso -
Mooste -
Mustla -
Mäetaguse -
Märja

### N
Nõo -
Näpi

### O
Oisu -
Olgina -
Olustvere -
Orissaare

### P
Pajusti -
Palamuse -
Palivere -
Paralepa -
Parksepa -
Peetri (Harju maakond) -
Peetri (Järva maakond) -
Prillimäe -
Puhja -
Puka -
Puurmani

### R
Raasiku -
Rakke -
Ramsi -
Rannu -
Ravila -
Riisipere -
Risti -
Roela -
Roiu -
Roosna-Alliku -
Rummu -
Rõngu -
Rõuge

### S
Sadala -
Saku -
Salme -
Sangaste -
Sauga -
Siimusti -
Simuna -
Sinimäe -
Sonda -
Sõmerpalu -
Sõmeru -
Särevere -
Sääse

### T
Tabasalu - 
Tabivere -
Taebla -
Tammiku -
Tihemetsa -
Toila -
Tori -
Torma -
Tsirguliina -
Tudu -
Tudulinna -
Turba -
Tõravere -
Tõrvandi -
Tõstamaa

### U
Uhtna -
Ulila -
Uuemõisa

### V
Vahi - 
Vaida -
Valjala -
Vana-Antsla -
Varnja -
Varstu -
Vasalemma -
Vastse-Kuuste -
Vastseliina - 
Veriora -
Viimsi -
Viiratsi -
Vinni -
Virtsu -
Viru-Jaagupi -
Viru-Nigula - 
Voka -
Võiste -
Võnnu -
Võsu -
Võõpsu -
Väike-Maarja -
Väimela -
Värska -
Väätsa

### Õ
Õisu -
Õru

### Ä
Äksi - Ämari

### Ü
Ülenurme